# Roope Riski
Roope Vilhelmi Riski (Askainen, 16 agosto 1991) è un calciatore finlandese, attaccante dell'Ilves.

## Biografia
Ha un fratello maggiore, Riku, anch'egli calciatore.

## Carriera

### Club
Nel 2010, Riski è stato selezionato in prima squadra nel Turku ed ha effettuato un'ottima stagione giocando 12 partite e segnando 11 reti.
Dal 27 gennaio 2011 è ufficialmente un giocatore della squadra italiana del Cesena, al quale è stato ceduto a titolo definitivo dal TPS Turku. Debutta in maglia bianconera nel campionato italiano il 19 marzo, nella trasferta contro la Lazio persa per 1-0, subentrando nel secondo tempo a Fabio Caserta. Il 1º settembre 2011, il giocatore torna in prestito al TPS Turku. Il 5 gennaio 2012, il giocatore si trasferisce ai norvegesi dello Hønefoss, con la stessa formula. Esordì nella Tippeligaen in data 28 maggio, subentrando a Remond Mendy nel pareggio per 1-1 contro il Molde. Il 1º luglio dello stesso anno, il prestito giunse al termine e il club norvegese scelse di non prolungarlo.
Il 17 marzo 2014 è tornato all'Hønefoss, a cui si è legato con un contratto biennale. Ha scelto la maglia numero 10, lasciata libera dal fratello Riku, trasferitosi al Rosenborg qualche mese prima.
Il 1º febbraio 2015, l'Haugesund ha annunciato che Riski sarebbe stato aggregato in prova al resto della squadra per le successive due settimane, nel ritiro prestagionale organizzato in Spagna, a Marbella. Il 17 febbraio, l'Hønefoss ha annunciato di aver trovato un accordo per il trasferimento del calciatore, soggetto al buon esito delle visite mediche di routine.
Il 18 febbraio, l'Haugesund ha comunicato d'aver ingaggiato Riski, che si è legato al nuovo club con un contratto valido per i successivi tre anni.
Dopo aver lasciato l'Haugesund, è passato allo SJK prima in prestito nell'estate 2015 e poi a titolo definitivo nel febbraio 2016. Con lo SJK ha vinto la Veikkausliiga al termine della stagione 2015 e la Suomen Cup 2016. Al termine della Veikkausliiga 2016 ha vinto la classifica dei cannonieri con 17 reti realizzate.

### Nazionale
Ha giocato nelle nazionali giovanili finlandesi Under-19 ed Under-20.
Tra il 2015 ed il 2021 ha totalizzato 8 presenze ed una rete con la nazionale maggiore finlandese.

## Statistiche

### Presenze e reti nei club
Statistiche aggiornate al 29 ottobre 2016.
| Stagione        | Club            | Campionato      | Campionato | Campionato | Coppe nazionali | Coppe nazionali | Coppe nazionali | Coppe continentali | Coppe continentali | Coppe continentali | Supercoppe | Supercoppe | Supercoppe | Totale | Totale |
| Stagione        | Club            | Comp            | Pres       | Reti       | Comp            | Pres            | Reti            | Comp               | Pres               | Reti               | Comp       | Pres       | Reti       | Pres   | Reti   |
| --------------- | --------------- | --------------- | ---------- | ---------- | --------------- | --------------- | --------------- | ------------------ | ------------------ | ------------------ | ---------- | ---------- | ---------- | ------ | ------ |
| 2009            | Åbo IFK         | K               | 13         | 9          | CF+CdL          | ?               | ?               | -                  | -                  | -                  | -          | -          | -          | 13+    | 9+     |
| 2010            | TPS             | VL              | 19         | 12         | CF+CdL          | 1+?             | 0+?             | -                  | -                  | -                  | -          | -          | -          | 20+    | 12+    |
| 2010            | Viikingit       | Y               | 6          | 5          | CF+CdL          | ?               | ?               | -                  | -                  | -                  | -          | -          | -          | 6+     | 5+     |
| 2010            | Åbo IFK         | Y               | 9          | 12         | CF+CdL          | ?               | ?               | -                  | -                  | -                  | -          | -          | -          | 9+     | 12+    |
| Totale Åbo IFK  | Totale Åbo IFK  | Totale Åbo IFK  | 22         | 21         |                 | ?               | ?               |                    | -                  | -                  |            | -          | -          | 22+    | 21+    |
| gen.-giu. 2011  | Cesena          | A               | 1          | 0          | CI              | -               | -               | -                  | -                  | -                  | -          | -          | -          | 1      | 0      |
| ago.-dic. 2011  | TPS             | VL              | 11         | 5          | CF+CdL          | ?               | ?               | -                  | -                  | -                  | -          | -          | -          | 11+    | 5+     |
| 2012            | Hønefoss        | ES              | 1          | 0          | CN              | 0               | 0               | -                  | -                  | -                  | -          | -          | -          | 1      | 0      |
| 2012            | TPS             | VL              | 7          | 1          | CF+CdL          | ?               | ?               | -                  | -                  | -                  | -          | -          | -          | 7+     | 1+     |
| 2013            | TPS             | VL              | 27         | 7          | CF+CdL          | ?+6             | ?+2             | -                  | -                  | -                  | -          | -          | -          | 33+    | 9+     |
| Totale TPS      | Totale TPS      | Totale TPS      | ?          | ?          |                 | ?               | ?               |                    | -                  | -                  |            | -          | -          | ?      | ?      |
| 2014            | Hønefoss        | 1D              | 23         | 12         | CN              | 0               | 0               | -                  | -                  | -                  | -          | -          | -          | 23     | 12     |
| Totale Hønefoss | Totale Hønefoss | Totale Hønefoss | 24         | 12         |                 | 0               | 0               |                    | -                  | -                  |            | -          | -          | 24     | 12     |
| gen.-ago. 2015  | Haugesund       | ES              | 10         | 0          | CN              | 2               | 0               | -                  | -                  | -                  | -          | -          | -          | 12     | 0      |
| ago.-dic. 2015  | SJK             | VL              | 13         | 8          | CF+CdL          | 0               | 0               | -                  | -                  | -                  | -          | -          | -          | 13     | 8      |
| 2016            | SJK             | VL              | 33         | 17         | CF+CdL          | 5+5             | 4+4             | UCL                | 2                  | 1                  | -          | -          | -          | 45     | 26     |
| Totale SJK      | Totale SJK      | Totale SJK      | 46         | 25         |                 | 10              | 8               |                    | 2                  | 1                  |            | -          | -          | 58     | 34     |
| Totale          | Totale          | Totale          | ?          | ?          |                 | ?               | ?               |                    | -                  | -                  |            | -          | -          | ?      | ?      |

### Cronologia presenze e reti in nazionale
| Cronologia completa delle presenze e delle reti in nazionale ― Finlandia | Cronologia completa delle presenze e delle reti in nazionale ― Finlandia | Cronologia completa delle presenze e delle reti in nazionale ― Finlandia | Cronologia completa delle presenze e delle reti in nazionale ― Finlandia | Cronologia completa delle presenze e delle reti in nazionale ― Finlandia | Cronologia completa delle presenze e delle reti in nazionale ― Finlandia | Cronologia completa delle presenze e delle reti in nazionale ― Finlandia | Cronologia completa delle presenze e delle reti in nazionale ― Finlandia |
| Data                                                                     | Città                                                                    | In casa                                                                  | Risultato                                                                | Ospiti                                                                   | Competizione                                                             | Reti                                                                     | Note                                                                     |
| ------------------------------------------------------------------------ | ------------------------------------------------------------------------ | ------------------------------------------------------------------------ | ------------------------------------------------------------------------ | ------------------------------------------------------------------------ | ------------------------------------------------------------------------ | ------------------------------------------------------------------------ | ------------------------------------------------------------------------ |
| 19-1-2015                                                                | Abu Dhabi                                                                | Svezia                                                                   | 0 – 1                                                                    | Finlandia                                                                | Amichevole                                                               | 1                                                                        |                                                                          |
| 22-1-2015                                                                | Dubai                                                                    | Finlandia                                                                | 0 – 0                                                                    | Yemen                                                                    | Amichevole                                                               | -                                                                        |                                                                          |
| 10-1-2016                                                                | Abu Dhabi                                                                | Svezia                                                                   | 3 – 0                                                                    | Finlandia                                                                | Amichevole                                                               | -                                                                        |                                                                          |
| 13-1-2016                                                                | Abu Dhabi                                                                | Finlandia                                                                | 0 – 1                                                                    | Islanda                                                                  | Amichevole                                                               | -                                                                        |                                                                          |
| 9-10-2016                                                                | Tampere                                                                  | Finlandia                                                                | 0 – 1                                                                    | Croazia                                                                  | Qual. Mondiali 2018                                                      | -                                                                        |                                                                          |
| 29-5-2021                                                                | Solna                                                                    | Svezia                                                                   | 2 – 0                                                                    | Finlandia                                                                | Amichevole                                                               | -                                                                        | 62’                                                                      |
| 9-10-2021                                                                | Helsinki                                                                 | Finlandia                                                                | 1 – 2                                                                    | Ucraina                                                                  | Qual. Mondiali 2022                                                      | -                                                                        | 78’                                                                      |
| 12-10-2021                                                               | Astana                                                                   | Kazakistan                                                               | 0 – 2                                                                    | Finlandia                                                                | Qual. Mondiali 2022                                                      | -                                                                        | 90+2’                                                                    |
| Totale                                                                   |                                                                          | Presenze                                                                 | 8                                                                        |                                                                          | Reti                                                                     | 1                                                                        |                                                                          |

## Palmarès

### Club

#### Competizioni nazionali
- Campionato finlandese: 3

SJK: 2015
HJK: 2020, 2023
- Suomen Cup: 2

SJK: 2016
HJK: 2020
- Liigacup: 1

HJK: 2023

### Individuale
- Capocannoniere del campionato finlandese: 1

2016
- Capocannoniere della Liigacup: 1

2016 (4 reti)